# Saint-Germain-des-Grois
Saint-Germain-des-Grois é uma comuna francesa na região administrativa da Normandia, no departamento Orne. Estende-se por uma área de 10,38 km². Em 2010 a comuna tinha 243 habitantes (densidade: 23,4 hab./km²).